# Auzouville-Auberbosc
Auzouville-Auberbosc és un municipi francès situat al departament del Sena Marítim i a la regió de Normandia. L'any 2007 tenia 263 habitants.

## Demografia

### Població
El 2007 la població de fet d'Auzouville-Auberbosc era de 263 persones. Hi havia 94 famílies de les quals 8 eren unipersonals (4 homes vivint sols i 4 dones vivint soles), 43 parelles sense fills i 43 parelles amb fills.
La població ha evolucionat segons el següent gràfic:
Habitants censats

### Habitatges
El 2007 hi havia 106 habitatges, 94 eren l'habitatge principal de la família, 5 eren segones residències i 7 estaven desocupats. 101 eren cases i 3 eren apartaments. Dels 94 habitatges principals, 75 estaven ocupats pels seus propietaris, 16 estaven llogats i ocupats pels llogaters i 3 estaven cedits a títol gratuït; 2 tenien una cambra, 4 en tenien dues, 9 en tenien tres, 17 en tenien quatre i 62 en tenien cinc o més. 80 habitatges disposaven pel capbaix d'una plaça de pàrquing. A 32 habitatges hi havia un automòbil i a 61 n'hi havia dos o més.

### Piràmide de població
La piràmide de població per edats i sexe el 2009 era:
| Homes | Edats   | Dones |
| ----- | ------- | ----- |
| 0     | 95 o +  | 0     |
| 0     | 90 a 94 | 0     |
| 0     | 85 a 89 | 4     |
| 0     | 80 a 84 | 0     |
| 4     | 75 a 79 | 4     |
| 0     | 70 a 74 | 0     |
| 0     | 65 a 69 | 0     |
| 4     | 60 a 64 | 0     |
| 12    | 55 a 59 | 12    |
| 8     | 50 a 54 | 4     |
| 8     | 45 a 49 | 12    |
| 20    | 40 a 44 | 8     |
| 16    | 35 a 39 | 12    |
| 8     | 30 a 34 | 8     |
| 8     | 25 a 29 | 4     |
| 4     | 20 a 24 | 12    |
| 16    | 15 a 19 | 16    |
| 8     | 10 a 14 | 12    |
| 12    | 5 a 9   | 4     |
| 12    | 0 a 4   | 4     |

## Economia
El 2007 la població en edat de treballar era de 180 persones, 129 eren actives i 51 eren inactives. De les 129 persones actives 118 estaven ocupades (66 homes i 52 dones) i 11 estaven aturades (6 homes i 5 dones). De les 51 persones inactives 22 estaven jubilades, 14 estaven estudiant i 15 estaven classificades com a «altres inactius».

### Ingressos
El 2009 a Auzouville-Auberbosc hi havia 93 unitats fiscals que integraven 267 persones, la mediana anual d'ingressos fiscals per persona era de 18.730 €.

### Activitats econòmiques
Dels 4 establiments que hi havia el 2007, 1 era d'una empresa de construcció, 1 d'una empresa de comerç i reparació d'automòbils, 1 d'una empresa de transport i 1 d'una empresa de serveis.
L'únic servei als particulars que hi havia el 2009 era un paleta.
L'any 2000 a Auzouville-Auberbosc hi havia 10 explotacions agrícoles que ocupaven un total de 396 hectàrees.

## Poblacions més properes
El següent diagrama mostra les poblacions més properes.